# Demòcrit d'Efes
Demòcrit (Democritus, Demókritos Δημόκριτος) fou un escriptor gec nascut a Efes que va escriure unes obres en relació al temple d'Àrtemis a Efes i sobre la ciutat de Samotràcia (Diògenes Laerci). Un fragment de la seva obra fou conservat per Ateneu de Naucratis.